# Schnatterente

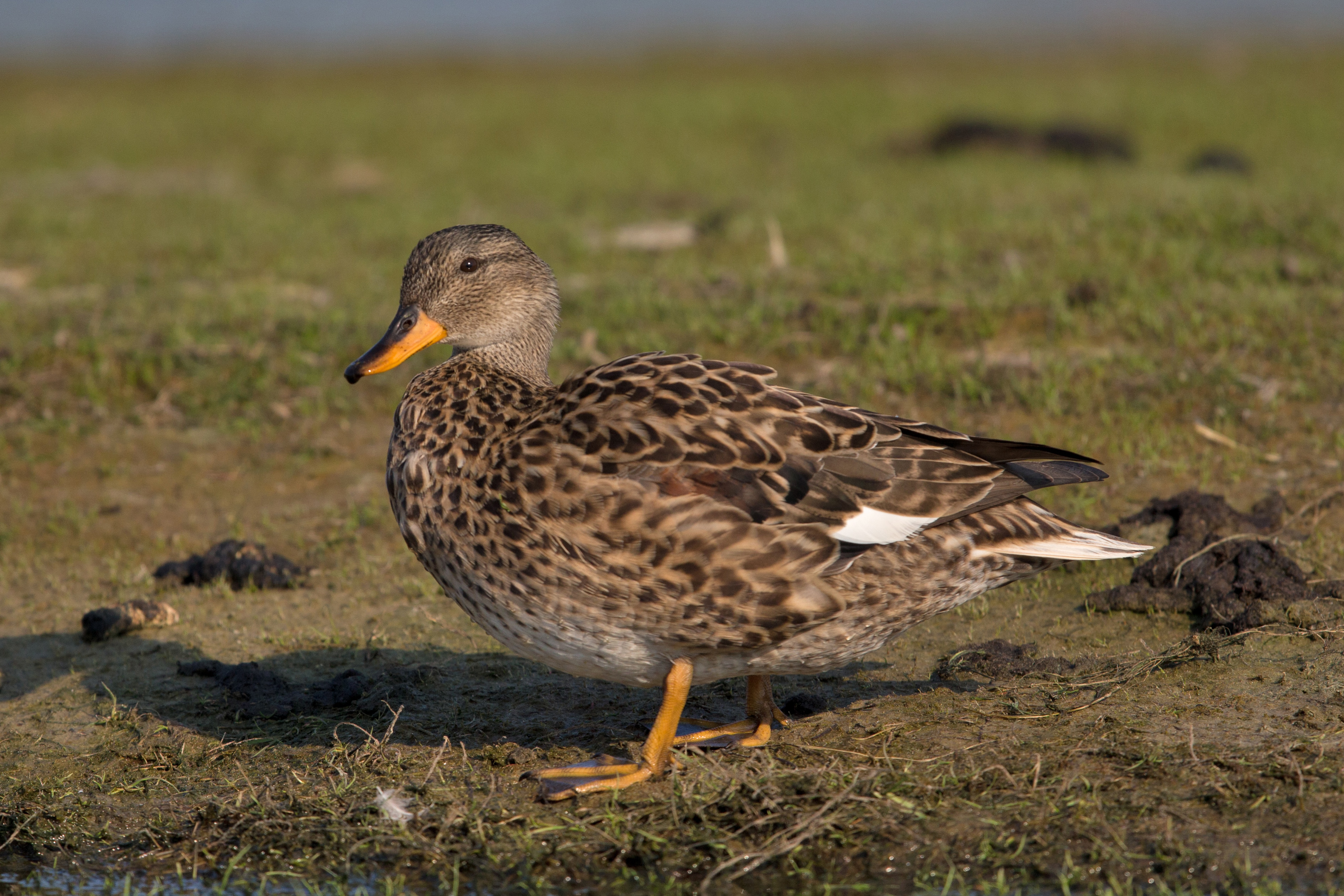
Weibchen der Schnatterente

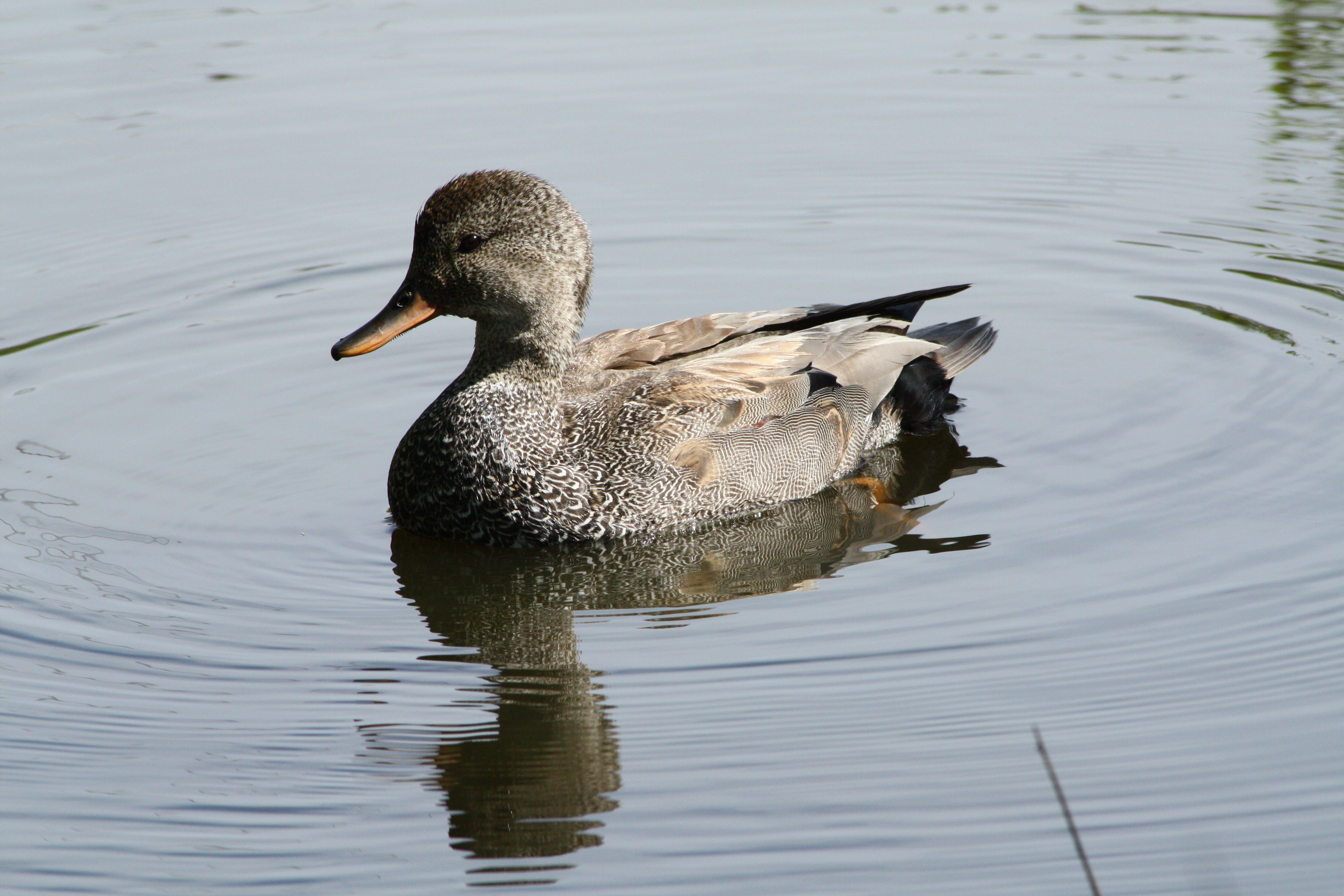
Männchen

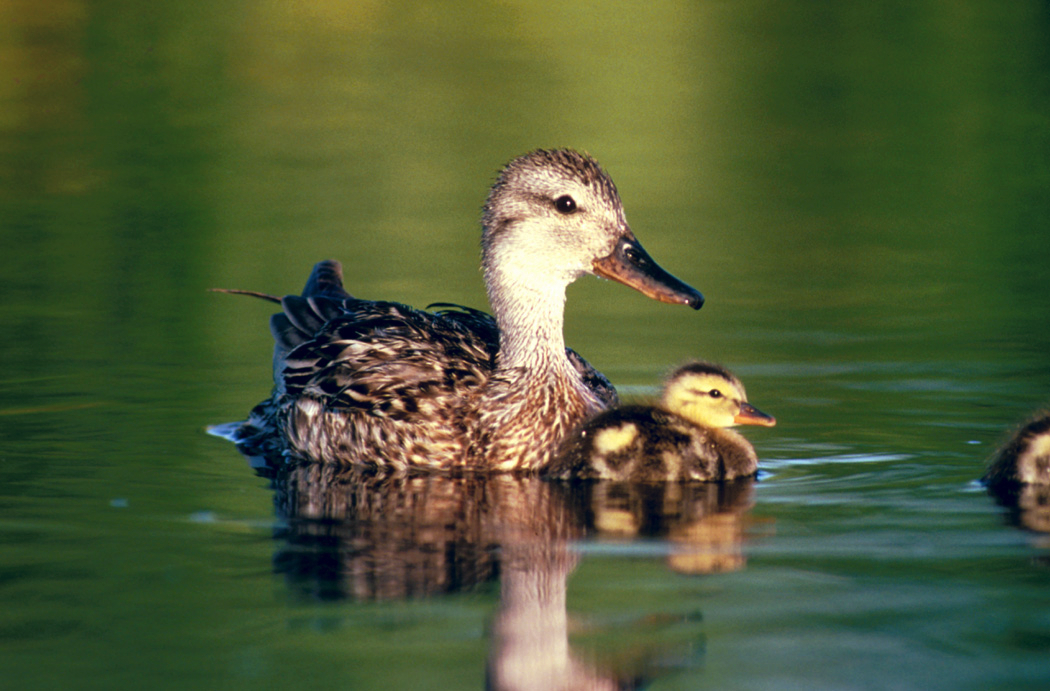
Ente mit Küken

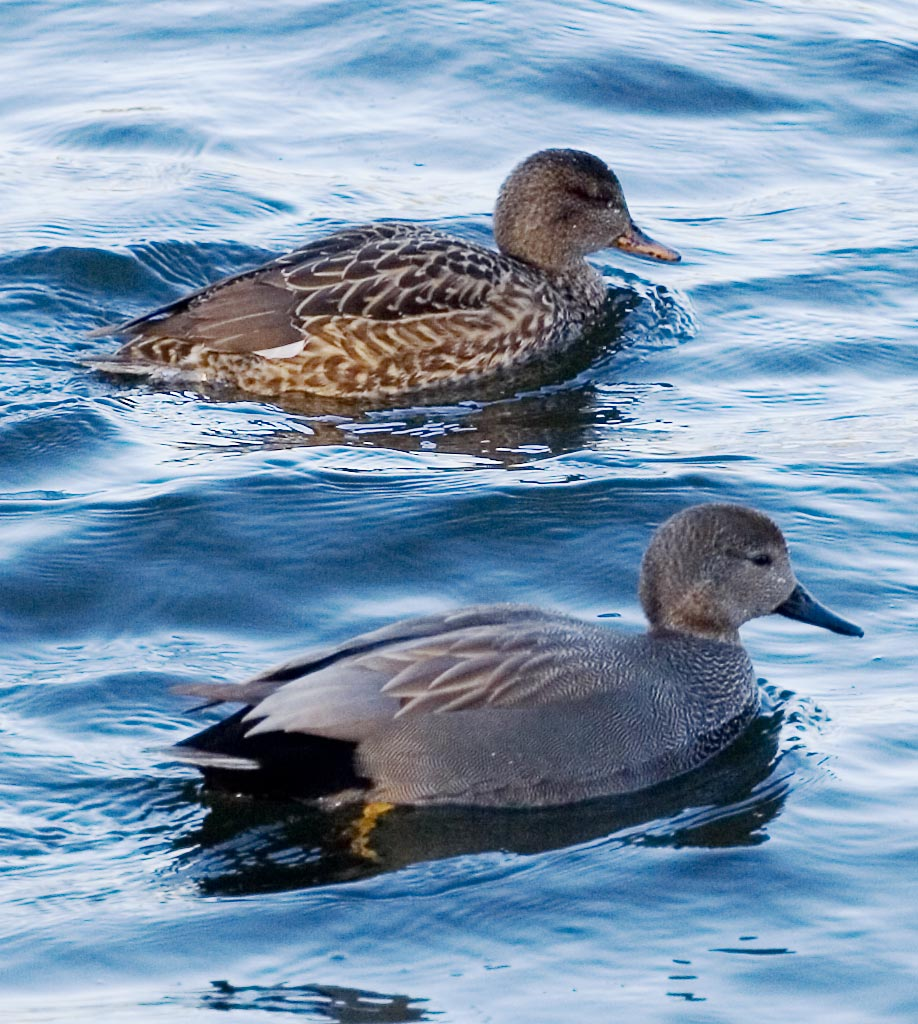
Schnatterentenpaar

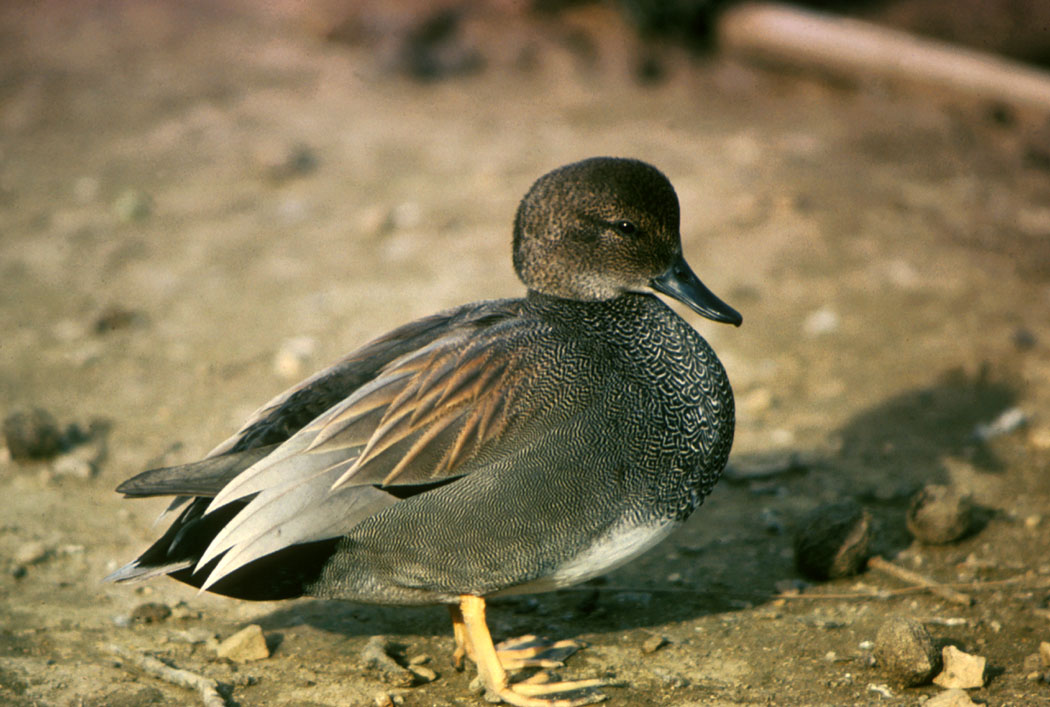
Männchen

Die Schnatterente (Mareca strepera, Syn.: Anas strepera), in älterer Literatur auch Mittelente oder Knarrente genannt, ist eine Vogelart aus der Familie der Entenvögel (Anatidae). Der mittlerweile altertümliche Begriff Mittelente drückt aus, dass ihre Körpergröße zwischen der der kleineren europäischen Entenarten und der Stockente liegt. Der Begriff Schnatterente weist dagegen auf die Art ihrer Nahrungsaufnahme hin. Diese unterscheidet sich allerdings nicht von der anderer Gründelenten. Die Schnatterente wurde im Jahre 1758 von Carl von Linné erstmals wissenschaftlich beschrieben.
Die Männchen der Schnatterente sind auch in ihrem Prachtkleid unauffällig und gleichen aus der Entfernung den Weibchen der Eigentlichen Enten. Bemerkenswert am Erpel ist das Schuppenmuster in zarten Grautönen, das aber nur aus der Nähe erkennbar ist.
Die Schnatterente, für die keine Unterarten unterschieden werden, ist im gesamten mitteleuropäischen Gebiet ein nicht sehr häufiger Brut- und Jahresvogel. Sie ist außerdem ein regelmäßiger und zum Teil häufiger Durchzieher auf ihrem Zug in die Überwinterungsquartiere und zurück. Im Nordosten Mitteleuropas lässt sich zunehmend eine Überwinterungsneigung dieser Art feststellen.

## Erscheinungsbild

### Erscheinungsbild ausgewachsener Schnatterenten
Die 44 bis 55 cm große Schnatterente wiegt 500 bis 1300 g und erreicht eine Flügelspannweite bis zu 95 cm. Sie ist damit etwas kleiner als die Stockente, der sie im Habitus sehr ähnelt. Die Schnatterente ist allerdings etwas schlanker als diese.
Das Männchen hat im Prachtkleid einen schwarzen Schnabel, ein mit feiner Zeichnung grau und braun gemustertes Gefieder und einen hellen, fast weißen Bauch. Der Kopf weist eine dunkelbraune Kopfplatte auf. Ansonsten ist der Kopf hellbraun mit einer rotbraunen Fleckung und streifenartiger Zeichnung. Die vordere Brust, der vordere Rücken sowie die Schultern und die Flanken sind dunkelgrau. Der Rücken ist mittelbraun gefiedert und weist hellere Sprenkelungen auf. Die Füße sind gelborange. Das Prachtkleid ist damit etwas schlichter gefärbt als bei Erpeln anderer europäischer Gründelenten. Im Schlichtkleid gleicht das Männchen dem Weibchen. Die Weibchen der Schnatterenten ähneln sehr denen der Stockente. Sie sind insgesamt jedoch etwas graziler. Sicheres Unterscheidungsmerkmal sind der kurze und hell orangegelbe Schnabel sowie das weiße Kinn und die Kehle.
Die Beine beider Geschlechter sind orangegelb und die Augen sind schwarz gefärbt. Im Flug sind Schnatterenten an ihrem hellen Bauch und ihrem auffälligen weißen Flügelspiegel erkennbar. Nur die Pfeifente hat einen vergleichbaren weißen Abschnitt auf den Oberflügeln. Bei dieser Art ist er jedoch auf den Vorderflügeln begrenzt und kommt nur beim Männchen vor. Als wichtigstes Felderkennungszeichen der Schnatterenten gilt das schwarze Körperende der Männchen, das auch dann erkennbar ist, wenn bei ruhenden Schnatterenten der weiße Spiegel unter den gefalteten Flügeln verborgen ist.
Schnatterenten erreichen ein Lebensalter von bis zu 13 Jahren.

### Erscheinungsbild der Dunenküken und Jungvögel
Die Dunenküken haben eine dunkelbraune Kopfplatte, einen ebenso gefärbten Hinterhals und Rücken. Vom Schnabel verläuft ein dunkler Strich zur Kopfplatte. Ein weiterer dunkelbrauner Farbstrich verläuft von der Schnabelbasis über das Auge zum Nacken. Einige Dunenküken weisen am Hinterkopf in der Höhe der Ohren einen diffusen dunklen Fleck auf. Die Kopfseiten, der Unterkörper sowie einzelne Stellen der Flügel sind cremeweiß.
Zum Zeitpunkt des Schlupfes ist der Oberschnabel am First dunkelgrau. Die Oberschnabelseiten sind fleischfarben. Der Nagel ist braunrosa. Der Unterschnabel ist vollständig fleischfarben. Die Beine und Füße sind dunkel grau, wobei die Beinseiten etwas heller sind. Die Schwimmhäute sind schwarz. Von gleichaltrigen Stockenten unterscheiden sie sich durch die andere Schnabelfarbe. Dunenküken der Stockente sind außerdem vor allem im Gesicht deutlich gelblicher.
Zu dem Zeitpunkt, zu dem junge Schnatterenten flügge werden, haben sich die zunächst fleischfarbenen Stellen des Schnabels in ein Gelb umgefärbt. Beine und Füße sind dumpf gelb. Die Schwimmhäute sind von grauer Farbe.

## Stimme
Das Rufrepertoire der Schnatterente ähnelt sehr dem der Stockente. Die Männchen balzen gemeinschaftlich und lassen dabei ein rau nasales ärp oder träp hören, das sehr an die Rufe der Stockerpel erinnert. Hinzu kommt ein Grunzpfiff, der am Ende häufig stark ansteigt und durchdringend schrill ist. Auch dieser findet sich bei der Stockente, der Grunzpfiff der Schnatterente ist jedoch heller im Ton. Charakteristisch für die Weibchen sind rääk-rääk-rääk-Rufreihen, die sowohl in der Tonhöhe als auch in der Lautstärke abfallen. Auch dieser Ruf findet sich in ähnlicher Form bei Stockentenweibchen.

## Verbreitung und Bestand
Die Schnatterente ist eine lückenhaft holarktisch verbreitete Art, die in der Westpaläarktis auch in gemäßigten Klimabereichen brütet. Ihr Brutgebiet verläuft von Island über Großbritannien, wo sie unter anderem zur Fauna Schottlands gehört, über Südskandinavien und Mitteleuropa. In Island kommt sie fast nur am Myvatnsee vor. In Mitteleuropa ist sie weniger häufig verbreitet als in Asien und Nordamerika. Die Brutgebiete sind in diesen Regionen immer disjunkt, was mit ihren speziellen Ansprüchen an Brutgebiete zu tun hat. An geeigneten Stellen kommt sie jedoch auch in West- und Mitteleuropa in größerer Zahl vor. In den Niederlanden, Frankreich und Spanien brütet die Schnatterente nur in wenigen isolierten Gebieten. Die Brutplätze in Frankreich und Spanien sind nicht regelmäßig besetzt. Im Norden Europas beschränkt sich ihr Brutvorkommen auf Dänemark (mit Schwerpunkt im südlichen Landesteil) sowie relativ zerstreut im Süden von Schweden und Finnland. In Deutschland ist die Schnatterente ein regelmäßiger Brutvogel des Küstenhinterlandes der Nordsee (besonders an Gewässern in Kögen), der schleswig-holsteinischen und der mecklenburgischen Seenplatte sowie der Boddenküste und der Flusstäler Vorpommerns. Häufigkeit und Bestandsdichte zeigen in Norddeutschland eine Zunahme von Westen nach Osten. Die Vorkommen setzen sich in Polen fort. Zu den von der Schnatterente bewohnten Seen zählt auch der Neusiedler See, der einen der wenigen Steppenseen Europas darstellt. Sie brütet außerdem im nördlichen und südlichen Böhmen sowie in Mähren.
Von Masuren in Polen ausgehend verläuft die Nordgrenze ihrer Verbreitung in östlicher Richtung über die Linie Smolensk-Moskau bis zum mittleren Ural. In Südsibirien und Zentralasien ist die Schnatterente ein Brutvogel der ausgedehnten Seengebiete der niederschlagsarmen kontinentalen Steppen Asiens. Sie ist außerdem ein häufiger Brutvogel Nordamerikas. Ihren Verbreitungsschwerpunkt hat sie hier in der sogenannten Prairie Pothole Region. Ihr Brutgebiet erstreckt sich jedoch über Kanada bis in Teile Alaskas. Zu ihren wichtigsten nordamerikanischen Überwinterungsgebieten zählt Louisiana.
Zu den Überwinterungsplätzen der mittel- und westeuropäischen Brutvögel zählt die Camargue. Die Brutvögel Osteuropas überwintern im Schwarzmeer-Gebiet sowie weiter südlich. Die Brutvögel im Norden Großbritanniens überwintern in Irland. Brutvögel Südbritanniens überwintern dagegen in der Bretagne, im Golf von Biscaya, der Camargue sowie in Italien und in den Niederlanden und in Dänemark. Die Brutvögel Norddeutschlands, Polens, Südskandinaviens und Westrusslands überwintern überwiegend in den Niederlanden und Großbritannien, vereinzelt aber auch im Mittelmeerraum. Im Süden Mitteleuropas lässt sich zunehmend eine Überwinterungsneigung feststellen.
Für die lückenhafte Verbreitung in Europa sind nach Ansicht der Ornithologen John Gooders und Trevor Boyer unter anderem extreme Dürreperioden im Süden Russlands im 19. Jahrhundert verantwortlich, die zu einer Migration der Entenart nach Europa führten. Eine zweite invasionsartige Ausbreitungsbewegung gab es ab 1929, die unter anderem zu Ansiedlungen in Baden-Württemberg, am Ismaninger Speichersee und zu einer starken Zunahme am Neusiedlersee führte. Insgesamt gab es in Mitteleuropa bis in die Mitte und Ende der 1990er Jahre eine teils geringe, gebietsweise auch starke Bestandszunahme.
Nach Hartmut Kolbe gehört die Schnatterente zu den Tierarten, die von der Klimaerwärmung profitieren. Die Erweiterung des besiedlungsfähigen Lebensraums hat dazu geführt, dass die Bestände angestiegen sind. Der Ornithologe Erich Rutschke sieht eine Ursache für die beobachtete Bestandszunahme in den verbesserten Überwinterungsbedingungen. Die Schnatterente profitiert in der Camargue beispielsweise von der Zunahme submerser Vegetation in Flachwasserzonen, die eine Folge eines unbeabsichtigten Nährstoffeintrags ist. Ein Forschungsteam, das im Auftrag der britischen Umweltbehörde und der RSPB die zukünftige Verbreitungsentwicklung von Vögeln auf Basis von Klimamodellen untersuchte, geht allerdings davon aus, dass es bei der Schnatterente bis zum Ende des 21. Jahrhunderts zu einem weiträumigen Verschwinden in West- und Mitteleuropa kommen wird. Das Verbreitungsgebiet wird sich nach dieser Prognose deutlich verkleinern und nach Norden verschieben.
In Nordamerika werden während des Winterhalbjahres knapp 2 Millionen Schnatterenten gezählt; in West- und Südeuropa sowie dem europäischen Teil Russlands gibt es zwischen 60.000 und 96.000 Brutpaare. Der Verbreitungsschwerpunkt liegt in Russland. In Mitteleuropa brüten zwischen 13.000 und 18.000 Brutpaare.

## Lebensraum
Die Schnatterente ist ein Brutvogel an flachen Seen und Teichen, die eine gut entwickelte Unterwasservegetation aufweisen. An größeren Binnenseen konzentriert sie sich auf die Flachwasserzone dieser Seen. In der Steppe ist sie an den brackigen Binnengewässern zu finden. Sie brütet bevorzugt an den Uferzonen, die nicht bewaldet sind, und zeigt eine Vorliebe dafür, in Möwenkolonien zu brüten. Im Bergland fehlt sie vollständig. Diese spezifischen Anforderungen an das Brutgebiet werden in Europa nur an wenigen Stellen erfüllt, was mutmaßlich zu dem disjunkten europäischen Vorkommen beiträgt.

## Ernährung
Die Schnatterente ernährt sich überwiegend von Wasserpflanzen wie Laichkräutern sowie den Samen und Rhizomen der Riedgräser und Grünteilen von Wiesengräsern. In nur geringem Umfang werden auch Wasserinsekten, Weichtiere, Amphibien, Käfer, Würmer und kleine Fische aufgenommen.
Die tag- und nachtaktive Schnatterente nimmt ihre Nahrung bevorzugt von der Wasseroberfläche auf oder durchseiht das Wasser. Sie gründelt auch, allerdings weniger häufig als die Stockente. Zum Teil ist sie ein regelmäßiger Nahrungsschmarotzer bei tauchenden Schwimmvögeln wie etwa dem Blässhuhn.

## Fortpflanzung

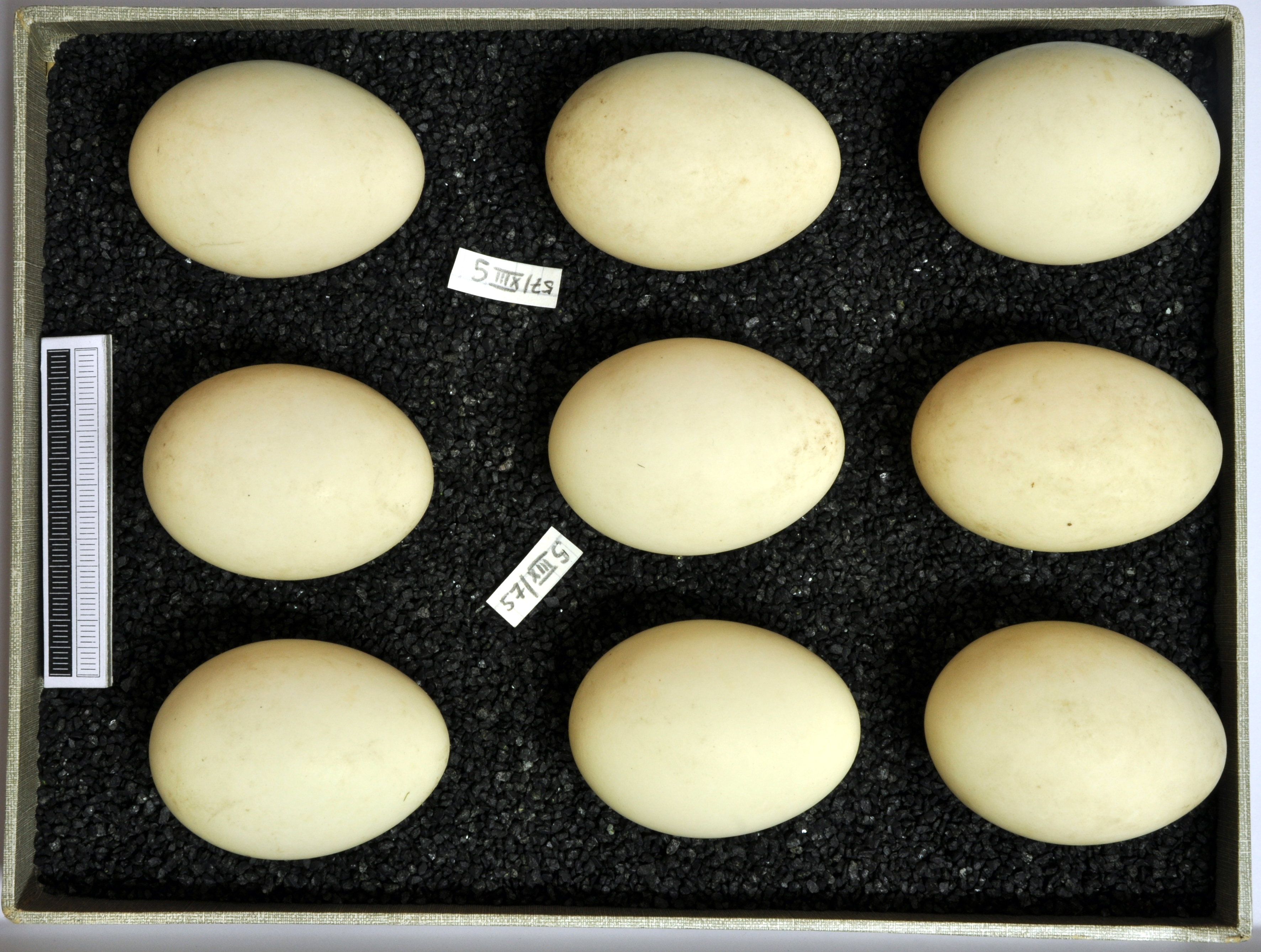
Eier (Sammlung Museum Wiesbaden)

Grundsätzlich ist die Schnatterente eine sehr verträgliche Art, die sowohl Brutvögel der eigenen wie auch anderer Arten in unmittelbarer Nähe zu ihrem Nest duldet. Sie brütet an einigen Seen daher kolonienartig gehäuft. Der Abstand zum nächsten Schnatterentennest beträgt mitunter nur einen Meter.
Die Schnatterente führt grundsätzlich eine monogame Saisonehe. Bei sehr hohen Populationszahlen sind aber viele Fremdbegattungen durch verpaarte Männchen typisch. Die Balz fällt überwiegend in die Zeit, in der die Schnatterente sich noch in ihrem Überwinterungsgebiet aufhält. Während der Balz zeigt der auf dem Wasser schwimmende Erpel sein schwarzes Körperende, indem er es aus dem Wasser hebt. Er fächert außerdem seinen weißen Spiegel auf den Schwingen auf, wodurch ein auffälliges Muster entsteht. Gleichzeitig hebt und senkt er seinen Kopf. Zum Balzrepertoire der Schnatterenten zählen auch Reihflüge, bei denen meist ein alleinstehendes Männchen versucht, sich zwischen ein Paar zu drängen. Zu Beginn der Brutzeit sind solche Verfolgungsflüge aber auch häufig als Revierverteidigung zu beobachten.
Wenn die Enten im April in ihre Brutreviere zurückkehren, sind sie in der Regel bereits verpaart. Die Schnatterente brütet von Mai bis Juli. Ihr Bodennest ist in der Uferregion eines flachen Stillgewässers gut in der dichten Vegetation versteckt.
Das Nest wird immer auf einer trockenen Unterlage errichtet. Inseln werden dabei bevorzugt angenommen. Die Nester werden in der Regel in unmittelbarer Gewässernähe gebaut und sind sehr selten mehr als sechs Meter vom Ufer entfernt. Das Nest ist immer ein einfaches schalenförmiges Gebilde, das aus Material errichtet wird, das das Weibchen im Sitzen erreichen kann. Das Nest wird in der Regel mit Dunenfedern ausgepolstert. Diese sind dunkel mit einer hellen Mitte und auffällig hellen Spitzen. Das Gelege besteht gewöhnlich aus acht bis 12 Eiern. In Ausnahmefällen finden sich auch sechzehn Eier in einem Nest. Die Eier haben eine elliptische bis fast ovale Form. Sie sind cremefarben bis blassgrün. Es brütet allein das Weibchen. Die Bebrütung beginnt nach der Ablage des letzten Eis. Die Inkubationszeit beträgt 25 bis 27 Tage.
Die Jungvögel sind Nestflüchter und sind sofort schwimmfähig. Sie werden allein vom Weibchen betreut. Sie sind nach sieben Wochen flügge. Durchschnittlich werden fünf bis sechs Junge einer Brut groß. Geschlechtsreif sind die Jungvögel nach etwa einem Lebensjahr.

## Haltung als Ziergeflügel
Die unauffälligen Enten mit ihrer ruhigen Lebensweise werden nur selten von Züchtern als Ziergeflügel gehalten. In Zoos und Vogelparks sind sie dagegen beobachtbar.

## Sonstiges
1874 wurden auf Teraina im Südpazifik zwei Exemplare einer Ente mit großer Ähnlichkeit zur Schnatterente gefangen und anschließend in der wissenschaftlichen Literatur als Unterart „Anas strepera couesi“ beschrieben. Heute ist man sich sicher, dass es sich hierbei nicht um eine eigene Unterart handelte, sondern dass junge Schnatterenten auf diese Insel verdriftet wurden.
Die Schnatterente ist eine monotypische Art. Sowohl morphologische als auch mtDNA-Daten weisen übereinstimmend auf eine enge Verwandtschaft zwischen Schnatter-, Sichel- und Pfeifente hin.

## Belege